# Peter- und Paulskirche (Deubach)

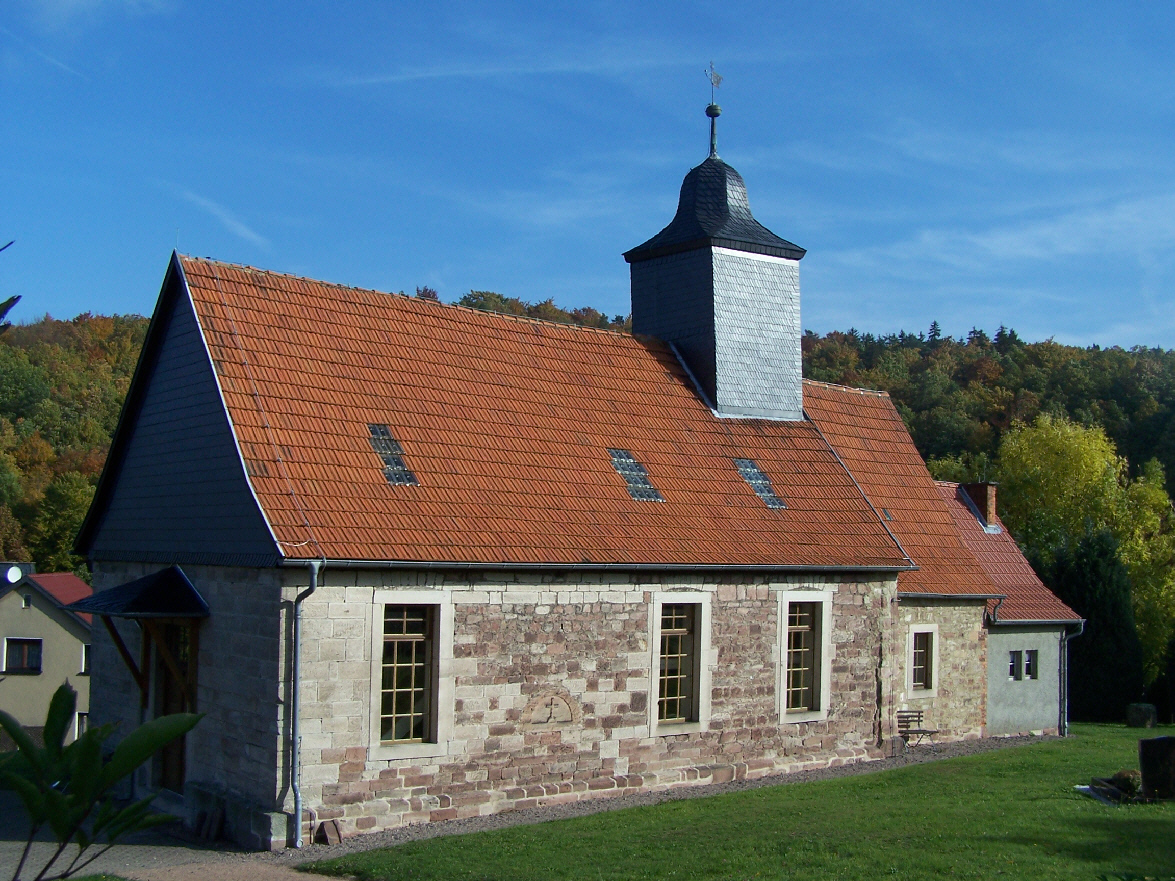
Die Deubacher Kirche

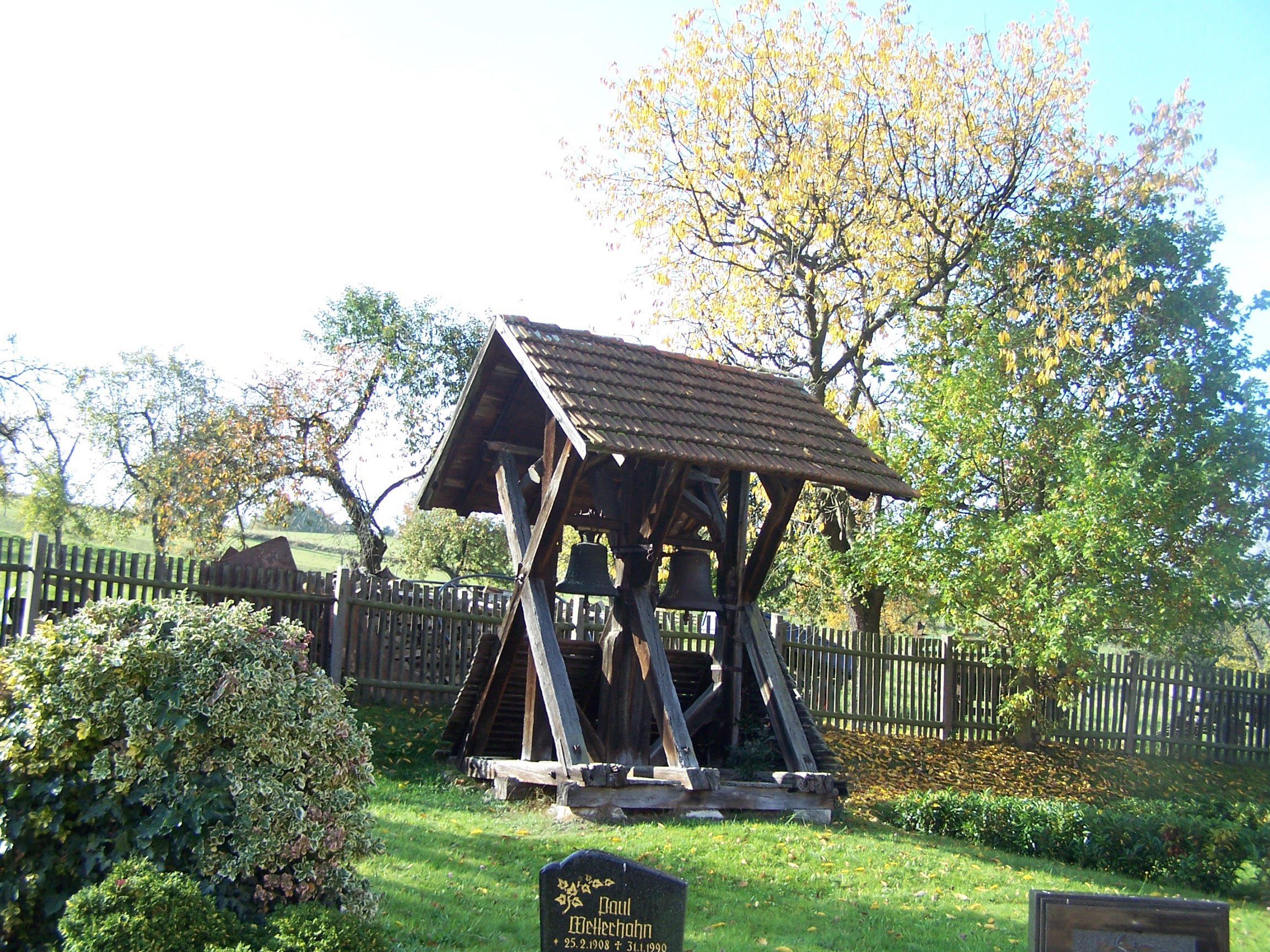
Das separate Glockenhaus

Die evangelisch-lutherische Peter- und Paulskirche steht in Deubach, einem Ortsteil von Wutha-Farnroda im Wartburgkreis in Thüringen.

## Geschichte
Die Kirche von Deubach liegt mitten im Dorf auf einer Anhöhe. Sie ist das älteste Gebäude des Ortes und hat sich im Laufe der Zeit aus der Wallfahrtskapelle des Heiligen Petrus entwickelt. Die ursprüngliche Kapelle verfiel im 16. Jahrhundert. In dieser Zeit waren die Einwohner des Ortes im Nachbarort Schönau eingepfarrt. Erst im 18. Jahrhundert wurde sie wieder aufgebaut. 1740 wurde der Turm auf die Kirchenmauer gesetzt und 1775 die Sakristei angebaut.
1843 stürzte aus ungeklärter Ursache ein Teil der Westwand ein. Das war auch der Grund, weshalb die zwei Glocken ein gesondertes Glockenhaus erhalten haben, die heute noch manuell zu läuten sind. 1981 wurde das Gotteshaus renoviert. Die Bruderschaft aus Werningshausen unterstützte damals die Kirchengemeinde bei der Farbgestaltung.

## Ausstattung
Im Gotteshaus befindet sich ein Flügelaltar, der in der Technik der 
Lasurmalerei mit Bildern aus dem Leben der Apostel Petrus und Paulus auch an den Emporen mit gestaltet worden ist.